# 鳴り響くドラム
「鳴り響くドラム」（なりひびくドラム、原題: "The Sound of Drum"）は、イギリスのSFドラマ『ドクター・フー』第3シリーズ第12話。2007年6月23日に BBC One で初めて放送された。前話「ユートピア」から続き、次話「ラスト・オブ・タイムロード」に続く三部作の第二編である。
日本では2012年3月11日に LaLa TV で初めて放送された。Hulu では別邦題「ザ・サウンド・オブ・ドラム」で配信されている。
本作の舞台は21世紀である。タイムトラベラーの異星人マスターは携帯電話の通信衛星のネットワークを使って世界に催眠術をかけ、イギリス国民に選挙で自らに票を入れるよう操作した。選挙の後、彼はイギリス首相ハロルド・サクソンとして侵略的種族とのコンタクトの場を設け、彼らをトクラフェインと呼称する。

## 連続性
ガリフレイを背景に初めて肌の黒いタイムロードがテレビエピソードに登場した。肌の黒いタイムロードは以前には2000年に出版されたポール・コーネルによるスピンオフ小説 The Shadows of Avalon、ドン・ワリントンがラシロン役を演じた Big Finish Productions のオーディオに登場した。
少年時代のマスターは The War Games（1969年）で最初に登場したタイムロードが着ていたような黒と白の装束を纏い、成人のタイムロードは The Deadly Assassin（1976年）で最初に見られた儀礼的なローブを纏って登場した。BBCのスタッフデザイナージェームズ・エイクソンは彼の映画でのキャリアに先駆けてタイムロードの装束と大きく頑丈な襟をデザインし、タイムロードの公人としての目立つ風貌をクラシックシリーズそのままにした。襟はオリジナルのものが使われており、ブラックプールの Doctor Who Exhibition から借りたものである。
ラシロンの紋章かつガリフレイのシンボルともされるマークは、本来はタイムロードと関係ない「サイバー人間の復讐」で登場したものであるが、今回エイクソンが採用した。これは1996年のテレビ映画版以来の登場となった。
本作の終盤に向けて世界の報道カメラに話す際、マスターは "Peoples of the Earth, please attend carefully." と述べてスピーチを始めた。このフレーズは Logopolis（1981年）で彼がしたスピーチを踏襲しており、そちらは "Peoples of the Universe, please attend carefully." で始まる。
マスターは妻ルーシー・サクソンについて誠実なコンパニオンであると言及し、これは通常ドクターと共に旅をするパートナーに用いられる称号である。
マスターはテレタビーズのエピソードを見て楽しんでおり、これは彼が The Sea Devils（1972年）で幼児向け番組『クランガース』に熱中していたことに続く。彼は両作品の登場人物を分析し、彼らが現実のものであればどれだけ驚くべきことであるかを強調した。
ルーシーと対面してハロルド・サクソンの経歴を問いただしたヴィヴィアン・ルークはハリエット・ジョーンズの失脚について言及した。ハリエット・ジョーンズは以前にも『ドクター・フー』に登場したキャラクターで、「UFO ロンドンに墜落」「宇宙大戦争の危機」では下院議員、「クリスマスの侵略者」までに選挙で首相に当選した。「クリスマスの侵略者」でドクターの介入（庶民院での内閣不信任決議）により彼女が失脚したことは示唆されていたが、「鳴り響くドラム」で言及およびマスターの登場によりそれが確認された。
閣議のシーンでマスターはダウニング街と閣議室が再建されたことに言及しており、これは「宇宙大戦争の危機」の終盤で爆破されたことによる。
マーサのテレビはマグパイ・エレクトリカルのブランドである。この会社は1950年代には他の会社が製造したテレビをレンタル・販売していた（「テレビの中に住む女」）。
マスターは「ラザラスの欲望」でティッシュがラザラス教授の補佐に就職できた合理的な理由を説明しており、これはドクターとマーサを罠に嵌めるためであった。当該エピソードでは登場するメインビル中に丸いシンボルを確認することができるが、同じシンボルがマスターの指輪の一部にも見ることができ、ラザラスのプロジェクトとマスターに繋がりがあることが示唆されている。マスターはラザラスの遺伝子操作技術をレーザー・スクリュードライバーに組み込んでいた。
ドクターは以前に The Leisure Hive（1980年）でも老化させられている。
ターディスはポリスボックスの姿をしており、これは着陸した時代の人間には見慣れない物やあり得ない物であることが多々あるが、知覚フィルターの効果で民衆に気付かれていないことが本作で明かされた。これは『秘密情報部トーチウッド』のエピソード「すべては変わる」でヒントが示されており、当該エピソードではターディスの特性が塗装スラブに結び付いたことが説明されている。知覚フィルターという用語は「ジョン・スミスの恋」でも登場しており、ターディスが懐中時計に知覚フィルターを与えたとドクターが述べた。
アメリカ合衆国大統領ウィンターズは、地球外生物と接触した際のUNITのプロトコルが1968年に設立されたと主張した。1968年は The Invasion でUNITが初登場した年である。
ドクターはタイム・ウォーを終結に立ち会ったことに言及した。「地獄への扉」でビーストはドクターを「仲間殺しの殺戮者」と呼んでおり、ドクターがタイムロードとダーレクをタイム・ウォーで滅ぼしたことが示唆されている。これは「旅の終わり」でも小さく暗示され、「時の終わり」でも示された。後に「ドクターの日」では、10代目ドクターが彼の過去であるウォードクターや未来である11代目ドクターと共に加担していたが、彼らが信じていたような結末を迎えてはいなかったことが明かされた。
マスターはハロルド・サクソンとして、空中空母ヴァリアントに居る際にルーシーにジェリー・ベイビーを勧めている。ジェリー・ベイビーは4代目ドクターが気に入っていた菓子であり、マスターも彼と同様の勧め方をした。
"Vote Saxon" のポスターは第3シリーズを通じて様々なエピソードに登場しており、『秘密情報部トーチウッド』のエピソード「キャプテン・ジャック・ハークネス」にも登場した。

### 他作品との関連
BBC Fact File でピーター・ウォールはマスターがジョーンズ一家を "all the way from prison" と紹介している描写について、テレビ番組 This Is Your Life で使われるスタイルに似ていると意見した。

## 制作と広報
本作は複数の媒体で「ユートピア」や「ラスト・オブ・タイムロード」と共に『ドクター・フー』新シリーズ初の三部作として扱われている。ラッセル・T・デイヴィスは「ユートピア」を分かれた物語として認識していると述べたが、この決定は恣意的であるともコメントした。
本作のカーアクションのシーンにはスタントマンではなくマーサ・ジョーンズ役のフリーマ・アジェマン自ら演じたシーンもあり、ペナースの Harbour View Road で撮影が行われた。
本作はBBCで政見放送を真似た宣伝が流れた。シャロン・オズボーンやマクフライ、アン・ウィデコムといった著名人がハロルド・サクソンを支持しており、これはエピソード本編でも確認できる。放送の間にドラムの音を聞くこともできる。また、予告編にも別バージョンがあり、これは「この国が必要としているのはドクターです」(what this country really needs, right now, is a doctor) というスピーチが流れながらドクターとマーサ、ジャック・ハークネスの顔が映るというものである。最後にはマスターの笑顔が映った。エピソード本編での著名人の出演は予告編の物とは異なり、ハロルド・サクソンと並んで登場するアン・ウィッデクームのものが特に目立つ。BBCは2つの架空のウェブサイトを www.votesaxon.co.uk と /www.haroldsaxon.co.uk/ を開設しており、後者は「鳴り響くドラム」で登場人物が閲覧したウェブページや映像と同一であった。

### キャスティング
ラケル・カールは以前にもアメリカのニュースキャスター役で「UFO ロンドンに墜落」や「宇宙大戦争の危機」、「クリスマスの侵略者」に出演した。
トクラフェインの声を担当したゾーイ・ソーン (Zoe Thorne) は以前「にぎやかな死体」でゲルスの声を担当した。BBCのニュースキャスターを演じたオリヴィア・ヒルは The Sarah Jane Adventures のエピソード "Invasion of the Bane"（2007年）でもテレビリポーターを演じた。幼少期のマスター役を演じたウィリアム・ヒューズはBBCのテレビドラマ Cassanova で幼少期のカサノヴァ役を演じた。このドラマはラッセル・T・デイヴィスが脚本を担当し、10代目ドクター役のデイヴィッド・テナントが成人のカサノヴァ役を演じた。

### 音楽
ドラムのモチーフは本作で何度も使用されており、これは『ドクター・フー』のテーマのものと似ている。ローグ・トレーダースによる "Voodoo Child" が物語世界の音楽として本編で演奏された。アルバム Here Come the Drums には "the sound of drums" と "here come the drums" というフレーズが存在する。

## 放送
当夜の視聴者数は690万人、最終数値は751万人であった。評価指数は87を記録した。